# Bataille de Mol
Guerre des Paysans
Batailles
- Saint-Nicolas
- 1er Boom
- Merchtem
- Zele
- Malines
- 2e Boom
- Hooglede
- Moorslede
- Zonnebeke
- 1er Diest
- 1er Louvain
- Alost
- Turnhout
- Enghien-Hal
- Hérinnes
- Audenarde
- Leuze
- 2e Louvain
- Ingelmunster
- Duffel
- Herentals
- Arzfeld
- Clervaux
- Amblève
- Stavelot
- Pollare
- Londerzeel
- Kapelle-op-den-Bos
- Bornem
- Meerhout
- 2e Diest
- 3e Diest
- Mol
- Jodoigne
- Marilles
- Beauvechain
- Hélécine
- Kapellen
- Meylem
- Hasselt

La bataille de Mol se déroule pendant la guerre des Paysans. Le 23 novembre 1798, les Français s'emparent des villages de Mol, Geel et Meerhout qui formaient le principal bastion de l'armée des insurgés de la Campine.

## Prélude
Battus lors du siège de Diest, les insurgés de la Campine regagnent le village de Mol et ses environs, tandis que les rebelles du Hageland se portent vers le sud. Privés de Van Gansen, blessé, les rebelles sont alors commandés par Heylen, Pieter Corbeels et Albert Meulemans.
De son côté, le général français Gaspard Chabert a gagné le département de la Meuse-Inférieure où ses forces sont déployées à Hasselt, Herck et Beringen. Le 22 novembre, il envoie un détachement de 500 hommes effectuer une mission de reconnaissance. Les Français arrivent jusqu'à Meerhout qu'ils trouvent presque abandonnée, néanmoins 16 habitants de l'âge de 14  à   80 ans sont massacrés par des soldats et le village est pillé toute la nuit.

## Déroulement
Informé que les insurgés ont concentré leurs forces à Mol, le général Colaud planifie une nouvelle offensive contre les rebelles de la Campine. Une colonne de l'Armée du Nord, commandée par l'adjudant-général Olivier Macoux Rivaud de La Raffinière, prend position à Turnhout et doit attaquer Mol par le nord et par l'est, en passant par Retie. Une deuxième colonne commandée par l'adjudant-général Lautour doit quitter Anvers, gagner Herentals et attaquer les insurgés par le sud et par l'ouest. Les deux colonnes doivent se déployer de façon à encercler la position des rebelles.
Le 22, les Républicains attaquent les forces insurgées. L'action dure toute la journée, les assaillants emportent une position et tous les postes qui entourent Mol ; à Wezel, en Balen, Belle, Hulsom et Olmen. Selon Rivaud, les paysans « se battirent comme des enragés ». À la fin de la journée Rivaud a pris le contrôle de Mol mais il n'est pas parvenu à s'emparer de Meerhout. Heylen se replie avec ses forces vers l'est.  
De leur côté, les hommes de Corbeels font face aux forces de Lautour à l'ouest. Ils parviennent à tenir les ponts qui traversent la Nèthe vers Geel et Kasterlee jusqu'au soir, mais ils se replient finalement sur Geel pendant la nuit pour éviter d'être pris à revers par Rivaud. Lors de la retraite, Corbeels fait fusiller un habitant de Kasterlee probablement accusé de trahison.
Le 23, l'adjudant-général Lautour attaque les forces de Corbeels à Geel et Rivaud s'empare de Meerhout, abandonné par les insurgés de Heylen. À Geel, les rebelles sont mis en déroute, certains parviennent à effectuer une percée au nord, vers Turnhout, d'autres, poursuivis par Lautour, se replient vers le sud du côté de Vorst et Veerle. Malgré de lourdes pertes, le gros des forces insurgées parvient cependant à éviter une nouvelle fois une destruction complète. Bien qu'en partie dispersés, les rebelles se replient du côté de la Campine liégeoise.

## Les pertes
Dans son rapport, le général Beguinot écrit que « les deux colonnes républicaines attaquèrent les brigands avec impétuosité, avec fureur, et en firent un carnage horrible ». 
D'après Paul Verhaegen, le combat fait un millier de morts du côté des insurgés. Dans son rapport, Rivaud ne précise pas ses pertes mais indique juste qu'il eût un grand nombre de blessés. Selon les rapports français, 600 rebelles furent tués lors du combat, sans compter un grand nombre de blessés et de prisonniers. Parmi les captifs on compta 60 paysans de Tessenderlo. Les Français prirent comme butin 800 fusils et huit tonneaux de poudre de 240 livres chacun,. 
Pieter Corbeels et Albert Meulemans, accompagnés par seulement sept hommes, sont capturés le lendemain du combat dans les bois de Postel. Ils sont conduits à Anvers, puis à Bruxelles le 27. Ils sont ensuite emprisonnés huit mois à la citadelle de Lille avant d'être ramenés à Tournai où ils sont jugés et fusillés le 3 juillet 1799,.